# Trudowiki
Die Trudowiki (russisch Трудовики́, bzw. Трудова́я гру́ппа Trudowaja Gruppa, dt. „Partei(-Gruppe) der Arbeit“) bezeichnet eine Fraktion der Demokraten der Duma im Russischen Kaiserreich, die von Bauern und Angehörigen der Intelligenzija als Teil der Narodniki-Bewegung gebildet wurde.
Sie entstand 1906 als Organisation der Bauerndeputierten der I. Reichsduma. Sie forderten die Volksherrschaft (ohne sich näher zur Zarenherrschaft zu äußern), das allgemeine Wahlrecht, demokratische Freiheiten und die Übergabe der Ländereien, einschließlich der der Gutsherrn, an die Bauern sowie die Nationalisierung des gesamten Bodens, ausgenommen der Bauernparzellen und des Privatlandes, soweit es von seinem Besitzer selbst bearbeitet werden konnte. Nach der Auflösung der Duma im Juli 1906 unterstützten Teile der Trudowiki das Wyborger Manifest, einen Aufruf zu zivilem Ungehorsam.
Die Bolschewiki begrüßten die Bildung der Trudowiki als Keim einer Bauernpartei, kritisierten aber ihre Vorstellungen über die Frage des Großgrundbesitzes. In der IV. Reichsduma (1912 bis 1917) waren die Trudowiki mit zehn Deputierten vertreten. Vorsitzender der Fraktion war Alexander Fjodorowitsch Kerenski, der nach der Februarrevolution 1917 in die Partei der Sozialrevolutionäre übertrat. Mit Beginn des Ersten Weltkriegs wurden die „Trudowiki“ Teil der Gruppe der „Vaterlandsverteidiger“.
Nach der Februarrevolution 1917 aktivierten sie ihre Tätigkeit. Ins Zentralkomitee der Trudowiki gingen unter anderen Leontii Moissejewitsch Bramson, M.J. Beresin, W.W. Wodowosow, P.B. Schaskolski, W.B. Stankewitsch und O.F. Snamenski. Der 5. Parteitag der Trudowiki vom 7./20. April bis 11./24. April 1917 verabschiedete ein neues Programm, wonach die Trudowiki sich selbst als „sozialistische Partei“ bezeichnete.
In diesem Programm forderten sie die Errichtung einer demokratischen Republik und die Einberufung der Russischen konstituierenden Versammlung und vertraten das Prinzip der nationalen Selbstbestimmung unter Beibehaltung der staatlichen Einheit. In ihren Beschlüssen zur Agrarfrage verharrten sie auf früheren Positionen.
Der 6. Parteitag der Trudowiki vom 17.jul. / 30. Juni 1917greg. bis 21. Junijul. / 4. Juli 1917greg. beschloss die Vereinigung mit den Narodniki-Sozialisten zu einer Partei. Die Vereinigung wurde auf dem 1. Gesamtrussischen Parteitag der Trudowistischen Volkssozialistischen Partei vom 17.jul. / 30. Juni 1917greg. bis 23. Junijul. / 6. Juli 1917greg. vollzogen, die zur Vertretung der wohlhabenden Bauernschaft wurde. Innerhalb dieser Partei unterstützten die Trudowiki aktiv die Provisorische Regierung. In der Oktoberrevolution und während des Bürgerkrieges standen sie in der Opposition zu den Bolschewiki.